# Phare de Dornbusch
Le phare de Dornbusch (en allemand : Leuchtturm Dornbusch) est un phare actif situé sur les hauts-plateaux de Dornbusch (de), au nord de l'île d'Hiddensee dans l'arrondissement de Poméranie-Occidentale-Rügen (Mecklembourg-Poméranie-Occidentale), en Allemagne.
Il est géré par la WSV de Stralsund .

## Histoire
Le phare de Dornbusch , construit en 1887-88, a été mis en service le 19 novembre 1888 sur le nord de l'île d'Hiddensee, au nord-ouest de l'île de Rügen, pour guider la navigation dans le chenal de Gellen menant aux ports de Stralsund et Strelasund. La tour, à l'origine cylindrique, fut reconstruit entre 1927 et 1929 et muni d'une coque à 12 faces en béton armé.
Il se trouve dans le parc national du lagon de Poméranie occidentale. Il est visitable, depuis sa restauration en 1994, mais ne reçoit que 15 visiteurs par montée dans la galerie à cause de son exiguïté.

## Description
Le phare , est une tour de 28 m de haut, avec une galerie et une lanterne. La tour est peinte en blanc et la lanterne est rouge. Il émet, à une hauteur focale de 95 m, un bref éclat blanc et rouge de 0,8 seconde, selon secteurs, par période de 10 secondes. Sa portée est de 25 milles nautiques (environ 46 km) pour le feu blanc et 20 milles nautiques (environ 37 km) pour le rouge.
Identifiant : ARLHS : FED-026 - Amirauté : C2588 - NGA : 5864 .

## Caractéristiques dufeu maritime
Fréquence : 10 secondes
- Lumière : 0,8 seconde
- Obscurité : 9,2 secondes

|                 |
| Île d'Hiddensee |

|          |
| Le phare |

|          |
| Le phare |

### Lien connexe
- Liste des phares en Allemagne